# Kvinnor som har sex med kvinnor
Kvinnor som har sex med kvinnor (förkortas som WSW, efter det engelska uttrycket Women who have sex with women) är en term för kvinnor som engagerar sig i sexuella aktiviteter med andra kvinnor vare sig de identifierar sig som lesbisk, bisexuell, pansexuell, heterosexuell eller avstår från någon sexuell identifiering helt och hållet. Termen WSW används ofta inom medicinsk litteratur för att beskriva dessa kvinnor som en grupp för kliniska studier.

## Fysiskt
När det gäller medicinska problem med lesbiska sexuella aktiviteter eftersöks eller frivilligt uppges den sexuella identiteten hos kvinnor som söker läkarvård vanligtvis inte på grund av missuppfattningarna och antaganden om sexualitet samt tvekan till att avslöja sina sexuella historiker för en läkare. Många kvinnor som inte deltar i heterosexuella aktiviteter besöker inte en läkare då de inte behöver preventivmedel, som är den primära faktorn för att de flesta kvinnor söker konsultation med en gynekolog när de blir sexuellt aktiva. Detta resulterar till att dessa kvinnor inte undersöks regelbundet med gynekologiska cellprov eftersom de har en lägre smittrisk att få sexuellt överförbar infektioner eller olika typer av cancer. En faktor som leder till att lesbiska kvinnor avstår från att söka läkarvård i Förenta staterna är bristen på sjukförsäkring som arbetsgivare erbjuder till samkönade partners.
När kvinnor söker läkarvård, misslyckas ofta läkare att ta fram en fullständig medicinsk historik. I en nylig studie med 2 345 lesbiska och bisexuella kvinnor hävdar endast 9,3 % att en läkare har frågat om deras sexuella läggning. En tredjedel av deltagarna trodde att det skulle leda till en negativ reaktion om de avslöjade sin sexuella historik och 30 % bemöttes med en negativ reaktion från en läkare efter att ha identifierat sig som lesbisk eller bisexuell.
En patients fullständiga historik hjälper läkare att identifiera områden med högre risk och korrigera antaganden om kvinnors personliga historiker. I en liknande enkät med 6 935 lesbiska kvinnor, hade 77 % haft sexuell kontakt med en eller flera manliga partners och 6 % som hade kontakt inom det föregående året.
Hjärtsjukdomar listas av U.S. Department of Health and Human Services som det främsta dödsorsaken för alla kvinnor. Faktorer som bidrar till risken för hjärtsjukdomar är bl.a. fetma och rökning, båda är mer allmänt förekommande hos lesbiska kvinnor. Studier visar att lesbiska kvinnor har större kroppsvikt och är vanligtvis mindre bekymrad om viktproblem gentemot heterosexuella kvinnor, men de är mer benägna att motionera regelbundet.
Brist på differentiering mellan lesbiska och heterosexuella kvinnor i medicinska studier som fokuserar på hälsoproblem hos kvinnor snedvrider resultaten för lesbiska och icke-lesbiska kvinnor. Rapporter tar inte upp förekomsten av bröstcancer hos lesbiska kvinnor. Det är bekräftat att då lesbiska kvinnor testas med regelbundna cellprov mindre frekvent gör det svårare att upptäcka livmoderhalscancer vid tidigare stadier. Riskfaktorerna för att utveckla äggstockscancer är högre för lesbiska gentemot heterosexuella kvinnor, kanske p.g.a. att många lesbiska kvinnor saknar skyddsfaktorerna för graviditet, abort, preventivmedel, amning och missfall.

## Mentalt
Mycket litteratur om mental hälsa och lesbiska kvinnor fokuserade på deras depression, substansmissbruk och självmord. Fastän dessa problem finns bland lesbiska kvinnor, ändrades diskussioner om orsakerna efter att homosexualitet plockades bort från Diagnostic and Statistical Manual år 1973. Istället tyder social utfrysning, rättslig diskriminering, internalisering av negativa stereotyper och begränsade stödstrukturer på indikerar faktorer som homosexuella bemöter inuti societeter i väst som ofta påverkar deras mentala hälsa negativt. Kvinnor som identifierar sig som lesbisk rapporterar att de kände sig betydligt annorlunda och isolerade under tonåren; dessa känslor har i genomsnitt påståtts förekomma hos femtonåriga lesbiska kvinnor och artonåriga kvinnor som identifierar sig som bisexuell. Överhuvudtaget tenderar kvinnor att bearbeta det genom att utveckla ett självkoncept internt eller med andra kvinnor som de är intima med. Kvinnor (heterosexuella eller annat) begränsar även vem de avslöjar sina sexuella läggningar till och ser oftast att vara lesbisk som ett val, till skillnad från homosexuella män, som bearbetar det mer externt och ser att vara homosexuell som utanför deras kontroll.
Ångeststörningar och depression är de mest vanliga problemen med mental hälsa för kvinnor. Depression bland lesbiska kvinnor har rapporteras vara lika frekvent hos heterosexuella kvinnor. Det är ett mycket allvarligare problem bland kvinnor som känner att de måste dölja sin sexuella läggning från vänner och familj, upplever ökad etnisk eller religiös diskriminering eller upplever svårigheter inom förhållanden utan något stödjande system. Mer än hälften som svarade på en enkät över hälsoproblem för lesbiska kvinnor år 1994 hade självmordstankar och 18 % hade försökt begå självmord.
En befolkningsbaserad studie gjord av National Alcohol Research Center fann att kvinnor som identifierar sig som lesbisk eller bisexuell är mindre sannolik att avstå från alkohol. Lesbiska och bisexuella kvinnor har en större sannolikhet att rapportera problem med alkohol.

## Sexuellt överförbara infektioner
En del sexuellt överförbara infektioner och sjukdomar är smittsamma mellan kvinnor, inklusive human papillomaviruset (HPV), trikomonaskolpit (trich), syfilis, human immunodeficiency virus (HIV), Bacterial vaginosis (BV) och herpes simplexviruset (HSV). Överföring av sexuellt överförbara sjukdomar bland kvinnor som har sex med kvinnor beror på de sexuella akter kvinnorna engagerar sig i. Alla objekt som kommer i kontakt med livmoderhalssekret, vaginala slemhinnan, eller menstruationsblod, inklusive fingrar eller penetrationsföremål kan överföra sjukdomar. Oral kontakt med könsorgan kan innebära en högre risk att få HSV, även bland kvinnor som inte tidigare har haft sex med män. Bacterial vaginosis (BV) förekommer mer ofta hos lesbiska, men det är osäkert om BV är överförbart med sexuell kontakt; det förekommer i celibat såväl som hos sexuellt aktiva kvinnor. BV förekommer i båda partners i ett lesbiskt förhållande; en nylig studie över kvinnor med BV visar att 81 % hade partners med BV. Lesbiska ingår inte i en kategori av överföringsfrekvens för humant immunbristvirus (HIV), fast överföring är möjligt genom vagina- och livmoderhalssekret; högst överföringsrisk för HIV till kvinnor är bland dem som har sex med män eller deltar i intravenös användning av droger.

## Anteckningar
1. ↑  En annan sammanfattning av enkäter fann att kvinnor som identifierar sig som lesbiska, där 80-95 % har haft sexuell kontakt med män, har rapporterat riskfullt sexuellt beteende.